# Maxime Busi
Maxime Busi (Liegi, 14 ottobre 1999) è un calciatore belga, difensore del NAC Breda in prestito dallo Stade Reims.

## Caratteristiche tecniche
È un terzino destro che dispone di buone capacità tecniche e fisiche. Aggressivo e veloce, la sua versatilità gli consente di giocare anche sulla fascia sinistra e da difensore centrale in una retroguardia a 3.

## Carriera

### Club
Cresciuto nel settore giovanile del Charleroi, ha esordito in prima squadra il 26 settembre 2018 disputando l'incontro di Coupe de Belgique vinto 2-0 contro l'Eendracht Aalst.
Il 5 ottobre 2020 viene ceduto al Parma. Il 23 novembre effettua il suo esordio con i crociati, nella sconfitta per 3-0 in casa della Roma, subentrando ad Alberto Grassi al 37º minuto del secondo tempo.
Dopo non avere trovato molto spazio con i ducali, il 29 dicembre 2021 lo Stade Reims annuncia di avere un accordo per l'acquisizione del calciatore. Il trasferimento viene ultimato il 2 gennaio 2022.
Tre anni dopo, il 3 gennaio 2025 viene ceduto in prestito al NAC Breda.

### Nazionale
Ha giocato nella nazionale belga Under-21.

## Statistiche

### Presenze e reti nei club
Statistiche aggiornate al 3 gennaio 2025.
| Stagione           | Squadra            | Campionato         | Campionato | Campionato | Coppe nazionali | Coppe nazionali | Coppe nazionali | Coppe continentali | Coppe continentali | Coppe continentali | Altre coppe | Altre coppe | Altre coppe | Totale | Totale | Totale |
| Stagione           | Squadra            | Comp               | Pres       | Reti       | Comp            | Pres            | Reti            | Comp               | Pres               | Reti               | Comp        | Pres        | Reti        | Pres   | Reti   |        |
| ------------------ | ------------------ | ------------------ | ---------- | ---------- | --------------- | --------------- | --------------- | ------------------ | ------------------ | ------------------ | ----------- | ----------- | ----------- | ------ | ------ | ------ |
| 2018-2019          | Charleroi          | D1                 | 4+5        | 0          | CB              | 1               | 0               | -                  | -                  | -                  | -           | -           | -           | 10     | 0      |        |
| 2019-2020          | Charleroi          | D1                 | 21         | 0          | CB              | 3               | 0               | -                  | -                  | -                  | -           | -           | -           | 24     | 0      |        |
| lug.-set. 2020     | Charleroi          | D1                 | 7          | 0          | CB              | 0               | 0               | UEL                | 2                  | 0                  | -           | -           | -           | 9      | 0      |        |
| Totale Charleroi   | Totale Charleroi   | Totale Charleroi   | 32+5       | 0          |                 | 4               | 0               |                    | 2                  | 0                  |             | -           | -           | 43     | 0      |        |
| ott. 2020-2021     | Parma              | A                  | 24         | 0          | CI              | 2               | 0               | -                  | -                  | -                  | -           | -           | -           | 26     | 0      |        |
| 2021-gen. 2022     | Parma              | B                  | 6          | 0          | CI              | 0               | 0               | -                  | -                  | -                  | -           | -           | -           | 6      | 0      |        |
| Totale Parma       | Totale Parma       | Totale Parma       | 30         | 0          |                 | 2               | 0               |                    | -                  | -                  |             | -           | -           | 32     | 0      |        |
| 2023-2024          | Stade Reims 2      | N3                 | 1          | 0          | -               | -               | -               | -                  | -                  | -                  | -           | -           | -           | 1      | 0      |        |
| gen.-giu. 2022     | Stade Reims        | L1                 | 18         | 1          | CF              | 1               | 0               | -                  | -                  | -                  | -           | -           | -           | 19     | 1      |        |
| 2022-2023          | Stade Reims        | L1                 | 21         | 0          | CF              | 3               | 0               | -                  | -                  | -                  | -           | -           | -           | 24     | 0      |        |
| 2023-2024          | Stade Reims        | L1                 | 5          | 0          | CF              | 1               | 0               | -                  | -                  | -                  | -           | -           | -           | 6      | 0      |        |
| 2024-gen. 2025     | Stade Reims        | L1                 | 0          | 0          | CF              | -               | -               | -                  | -                  | -                  | -           | -           | -           | 0      | 0      |        |
| Totale Stade Reims | Totale Stade Reims | Totale Stade Reims | 44         | 1          |                 | 5               | 0               |                    | -                  | -                  |             | -           | -           | 49     | 1      |        |
| gen.-giu. 2025     | NAC Breda          | ED                 | 0          | 0          | CO              | 0               | 0               | -                  | -                  | -                  | -           | -           | -           | 0      | 0      |        |
| Totale carriera    | Totale carriera    | Totale carriera    | 107+5      | 1          |                 | 11              | 0               |                    | 2                  | 0                  |             | -           | -           | 125    | 1      |        |

### Cronologia presenze e reti in nazionale
| Cronologia completa delle presenze e delle reti in nazionale ― Belgio under 21 | Cronologia completa delle presenze e delle reti in nazionale ― Belgio under 21 | Cronologia completa delle presenze e delle reti in nazionale ― Belgio under 21 | Cronologia completa delle presenze e delle reti in nazionale ― Belgio under 21 | Cronologia completa delle presenze e delle reti in nazionale ― Belgio under 21 | Cronologia completa delle presenze e delle reti in nazionale ― Belgio under 21 | Cronologia completa delle presenze e delle reti in nazionale ― Belgio under 21 | Cronologia completa delle presenze e delle reti in nazionale ― Belgio under 21 |
| Data                                                                           | Città                                                                          | In casa                                                                        | Risultato                                                                      | Ospiti                                                                         | Competizione                                                                   | Reti                                                                           | Note                                                                           |
| ------------------------------------------------------------------------------ | ------------------------------------------------------------------------------ | ------------------------------------------------------------------------------ | ------------------------------------------------------------------------------ | ------------------------------------------------------------------------------ | ------------------------------------------------------------------------------ | ------------------------------------------------------------------------------ | ------------------------------------------------------------------------------ |
| 10-9-2019                                                                      | Heverlee                                                                       | Belgio under 21                                                                | 0 – 0                                                                          | Bosnia ed Erzegovina under 21                                                  | Qual. Europeo Under-21 2021                                                    | -                                                                              |                                                                                |
| 15-10-2019                                                                     | Heverlee                                                                       | Belgio under 21                                                                | 4 – 1                                                                          | Moldavia under 21                                                              | Qual. Europeo Under-21 2021                                                    | -                                                                              |                                                                                |
| 17-11-2019                                                                     | Friburgo in Brisgovia                                                          | Germania under 21                                                              | 2 – 3                                                                          | Belgio under 21                                                                | Qual. Europeo Under-21 2021                                                    | -                                                                              |                                                                                |
| 8-9-2020                                                                       | Heverlee                                                                       | Belgio under 21                                                                | 4 – 1                                                                          | Germania under 21                                                              | Qual. Europeo Under-21 2021                                                    | -                                                                              | 80’                                                                            |
| Totale                                                                         |                                                                                | Presenze                                                                       | 4                                                                              |                                                                                | Reti                                                                           | 0                                                                              |                                                                                |